# 凱爾·休頓
凱爾·休頓（英語：Kyle Hutton；1991年2月5日—）是一位蘇格蘭足球運動員，出身格拉斯哥流浪者足球俱樂部，在場上的位置是防守型後衛。他現在效力於蘇格蘭足球冠軍聯賽球隊南部皇后足球會。他也代表蘇格蘭青年隊參賽。

## 外部連結
- 足球数据库：凱爾·休頓的球员统计数据
- Kyle Hutton (U21)於scottishfa.co.uk